# コピア郡 (ミシシッピ州)
コピア郡（英: Copiah County）は、アメリカ合衆国ミシシッピ州の南西部に位置する郡である。2010年国勢調査での人口は29,449人であり、2000年の28,757人から2.4%増加した。郡庁所在地はヘイズルハースト市（人口4,009人）であり、同郡で人口最大の都市はクリスタルスプリングス市（人口5,044人）である。
コピア郡はジャクソン大都市圏に属している。

## 歴史
コピア郡の郡名はチョクトー族インディアンの言葉で「呼びかけるパンサー」を意味している。1823年にミシシッピ州18番目の郡として設立された。2004年、郡名をいただくコーリングパンサー湖がクリスタルスプリングス市の西と北、ジャックの町近くにオープンした。郡の面積では州内第7位である。郡が設立されたときはウォルター・リークが州知事、ジェームズ・モンローがアメリカ合衆国大統領だった。
1819年にインディアンが後にコピア郡となった領域を含む土地の領有権を放棄してから間もない1823年、州議会がコピア郡を設立した。インディアンの中で働いていたメソジスト教会の牧師エリシャ・ロットが、ハンコック郡から現在クリスタルスプリングス市のある場所近くに、家族を連れてきた。1858年、ニューオーリンズ・ジャクソン・アンド・グレートノーザン鉄道がこの地域に開通すると、古い町から約1.5マイル (2.4 km) 西に新しい町が造られた。この新しい町がクリスタルスプリングスという名前を踏襲し、古い方はオールドクリスタルスプリングスとなった。
新しい町で最初に建てられたのがウィリアム・J・ウィリングスの邸宅であり、その前庭でジェファーソン・デイヴィスが演説したこともあった。オジアス・オズボーンがジャクソン通り南にあった住居区画の角に最初の商店を所有した。この区画は後にマーチャンツ・グロサリー会社の立地となった。
最初の教会は1860年に立てられたメソジスト教会だった。1861年にバプテスト教会が建てられ、1870年には長老派教会、1882年にはトリニティ・エピスコパル教会が続いた。
クリスタルスプリングスはトマトでは最大級の出荷地であり、1870年にはジェイムズ・スタージスが育てた桃がニューオーリンズとシカゴの市場に出荷されたのが始まりとなって、商業的農業が栄えた。トマトは、N・ピアザがイタリアから種を輸入し、S・H・スタックハウスがトマト栽培の科学的研究を行ったこともあり、「ラブ・アップルズ」と呼ばれていた。ドイツからの移民オーガスタス・ロッターホスの貢献もあって、トマト栽培は成功した。1878年、ロッターホスはトマト栽培農家の産品を集め、コロラド州デンバーに向けて初めて貨車に積んで出荷した。

## 農業
コピア郡はトマトとキャベツの栽培地域として知られ、長年「トマトの世界首都」と呼ばれている。特にクリスタルスプリングスは、1930年代後半の数年間、他のどこよりも多くのトマトを缶詰にして貨車で出荷したので、その名を恣にしたが、第二次世界大戦の勃発によって妨げられた。2000年6月の最終土曜日、トマト祭が再開され、トマト栽培競技会（最大のトマト、最も醜いトマト、最も可愛らしいトマト、など）、トマトの試験、ファーマーズマーケット、屋台、音楽公演、5k競走などが行われ、新しいトマト・クイーンが表彰された。
祭の前夜の金曜日にストリートダンスと呼ぶ開会行事が行われた。このときにトマト・クイーンが戴冠された。ストリートダンスの間に「バーベキューとブルージーンズ」と呼ぶクリスタルスプリングス・ジュニア援助会が後援する行事もあった。ジュニア援助会はバーベキューチキン、ポテトサラダ、ベイクドビーン、ディナーロールをテイクアウト用の箱に入れて販売した。この時間帯は翌日の祭本番に備えて、屋台が準備を始めるタイミングだった。屋台は国内のあらゆる所から祭のために集まり、商品を販売し、ゲームや乗り物を提供している。チョートーカ公園観光センターにはトマト博物館があり、歴史的な写真、昔の農業の記念品、出荷や缶詰のラベルの見本などを展示している。その後トマト祭は毎年6月最終土曜日に開催されている。

## 地理
アメリカ合衆国国勢調査局に拠れば、郡域全面積は779.38平方マイル (2,018.6 km2)であり、このうち陸地776.60平方マイル (2,011.4 km2)、水域は2.78平方マイル (7.2 km2)で水域率は0.36%である。

### 主要高規格道路
- 州間高速道路55号線
- アメリカ国道51号線
- ミシシッピ州道18号線
- ミシシッピ州道27号線
- ミシシッピ州道28号線

### 隣接する郡
- ハインズ郡 - 北
- シンプソン郡 - 東
- ローレンス郡 - 南東
- リンカーン郡 - 南
- ジェファーソン郡 - 南西
- クレイボーン郡 - 西

### 国立保護地域
- ホモチット国立の森（部分）

## 人口動態
以下は2000年の国勢調査による人口統計データである。
| 基礎データ - 人口: 28,757人 - 世帯数: 10,142 世帯 - 家族数: 7,494 家族 - 人口密度: 14人/km2（37人/mi2） - 住居数: 11,101軒 - 住居密度: 6軒/km2（14軒/mi2） 人種別人口構成 - 白人: 47.80% - アフリカン・アメリカン: 50.95% - ネイティブ・アメリカン: 0.07% - アジア人: 0.16% - 太平洋諸島系: 0.01% - その他の人種: 0.46% - 混血: 0.54% - ヒスパニック・ラテン系: 1.15% | 年齢別人口構成 - 18歳未満: 26.9% - 18-24歳: 12.5% - 25-44歳: 26.8% - 45-64歳: 21.1% - 65歳以上: 12.7% - 年齢の中央値: 34歳 - 性比（女性100人あたり男性の人口） - 総人口: 92.9 - 18歳以上: 89.1 世帯と家族（対世帯数） - 18歳未満の子供がいる: 34.4% - 結婚・同居している夫婦: 48.7% - 未婚・離婚・死別女性が世帯主: 20.1% - 非家族世帯: 26.1% - 単身世帯: 23.6% - 65歳以上の老人1人暮らし: 10.3% - 平均構成人数 - 世帯: 2.71人 - 家族: 3.20人 | 収入と家計 - 収入の中央値 - 世帯: 26,358米ドル - 家族: 31,079米ドル - 性別 - 男性: 28,763米ドル - 女性: 20,104米ドル - 人口1人あたり収入: 12,408米ドル - 貧困線以下 - 対人口: 25.1% - 対家族数: 22.0% - 18歳未満: 33.2% - 65歳以上: 21.2% |

## 都市と町

### 都市
- クリスタルスプリングス
- ヘイズルハースト - 郡庁所在地

### 町
- ジョージタウン
- ウェッソン

### 村
- ボーリガード

### 未編入の町
- カーペンター
- デントビル
- ゴールマン
- ホープウェル
- マーティンズビル
- ミッドウェイ
- ルビー